# Anna Fèdorova
Anna Boríssivna Fèdorova (en ucraïnès, Анна Бори́сівна Федорова) (Kíiv, 27 de febrer de 1990) és una pianista ucraïnesa de música clàssica.

## Biografia
Anna Boríssivna Fèdorova va néixer a Kíiv en una família de músics. Va començar a tocar el piano a l'edat de cinc anys. Va donar el seu primer recital públic a sis anys i el seu debut internacional va ser l'any 1997 a la Filharmònica Nacional d'Ucraïna.
Fèdorova ha fet concerts a diverses sales de tot Europa, a l'Amèrica del Nord i a l'Amèrica del Sud, incloses actuacions en el Concertgebouw d'Amsterdam, el Palau de Belles Arts de Mèxic, i el Teatre Colón de l'Argentina. Ha guanyat nombroses competicions internacionals de piano, inclòs el Primer Premi a la Rubinstein de Polònia, l'any 2009.
El 2008, es va graduar en el Lysenko Musical College for Gifted Children. Ha estudiat amb Leonid Margarius a l'Accademia Pianistica Incontri col Maestro a Imola, Itàlia.